# Slaná a Čremošná
Slaná a Čremošná este o arie protejată (arie specială de conservare — SAC, sit de importanță comunitară — SCI) din Slovacia întinsă pe o suprafață de 148,6 ha, integral pe uscat.

## Localizare
Centrul sitului Slaná a Čremošná este situat la coordonatele 48°31′43″N 20°23′18″E / 48.528704°N 20.388411°E.

## Înființare
Situl Slaná a Čremošná a fost declarat sit de importanță comunitară în decembrie 2021.

## Biodiversitate
Situată în ecoregiunile alpină și panonică, aria protejată nu include niciun habitat protejat.
La baza desemnării sitului se află mai multe specii protejate de  pești (8): Barbus meridionalis, zvârluga (Cobitis taenia), zglăvoacă (Cottus gobio), hadină (Eudontomyzon danfordi), boarță (Rhodeus sericeus amarus), Romanogobio albipinnatus, porcușor de nisip (Romanogobio kesslerii), câră (Sabanejewia balcanica).